# 1. ročník udílení Nickelodeon Kids' Choice Awards
1. ročník Nickelodeon Kids' Choice Awards se konal 18. dubna 1988. Moderátory večera byli Tony Danza, Debbie Gibson, Brian Robbins a Dan Schneider.

## Moderátoři a vystupující

### Moderátoři
- Tony Danza
- Debbie Gibson
- Brian Robbins
- Dan Schneider

### Hudební vystoupenís
- The Fat Boys - „Wipe Out“
- Debbie Gibson - „Shake Your Love“ a „Out of the Blue“

## Vítězové a nominovaní

### Nejoblíbenější filmový herec
- Eddie Murphy jako Axel Foley za Policajt z Beverly Hills 2
- Arnold Schwarzenegger za Běžící muž
- Patrick Swayze jako Johnny Castle za Hříšný tanec

### Nejoblíbenější filmová herečka
- Whoopi Goldbergová
- Shelley Long
- Elisabeth Shue jako Chris za Noční dobrodružství

### Nejoblíbenější film
- Policajt z Beverly Hills 2
- Noční dobrodružství
- La Bamba

### Nejoblíbenější sportovní tým
- Chicago Bears
- San Francisco Giants
- Detroit Pistons

### Nejoblíbenější atlet
- Hulk Hogan
- Michael Jordan
- Walter Payton

### Nejoblíbenější atletlka
- Debi Thomas
- Chris Evertová
- Kristie Phillips

### Nejoblíbenější televizní herec
- Michael J. Fox
- Kirk Cameron
- Bill Cosby

### Nejoblíbenější televizní herečka
- Alyssa Milano
- Anne Schedeen
- Tempestt Bledsoe

### Nejoblíbenější televizní seriál
- Alf
- Cosby Show
- Growing Pains

### Nejoblíbenější zpěvák
- Bon Jovi
- The Fat Boys
- The Monkees

### Nejoblíbenější zpěvačka
- Madonna
- Janet Jacksonová
- The Bangles

### Nejoblíbenější písnička
- „La Bamba“ - Los Lobos
- „Control“ - Janet Jacksonová
- „I Wanna Dance With Somebody“ - Whitney Houston